# Verenigd Koninkrijk op het Eurovisiesongfestival 2014

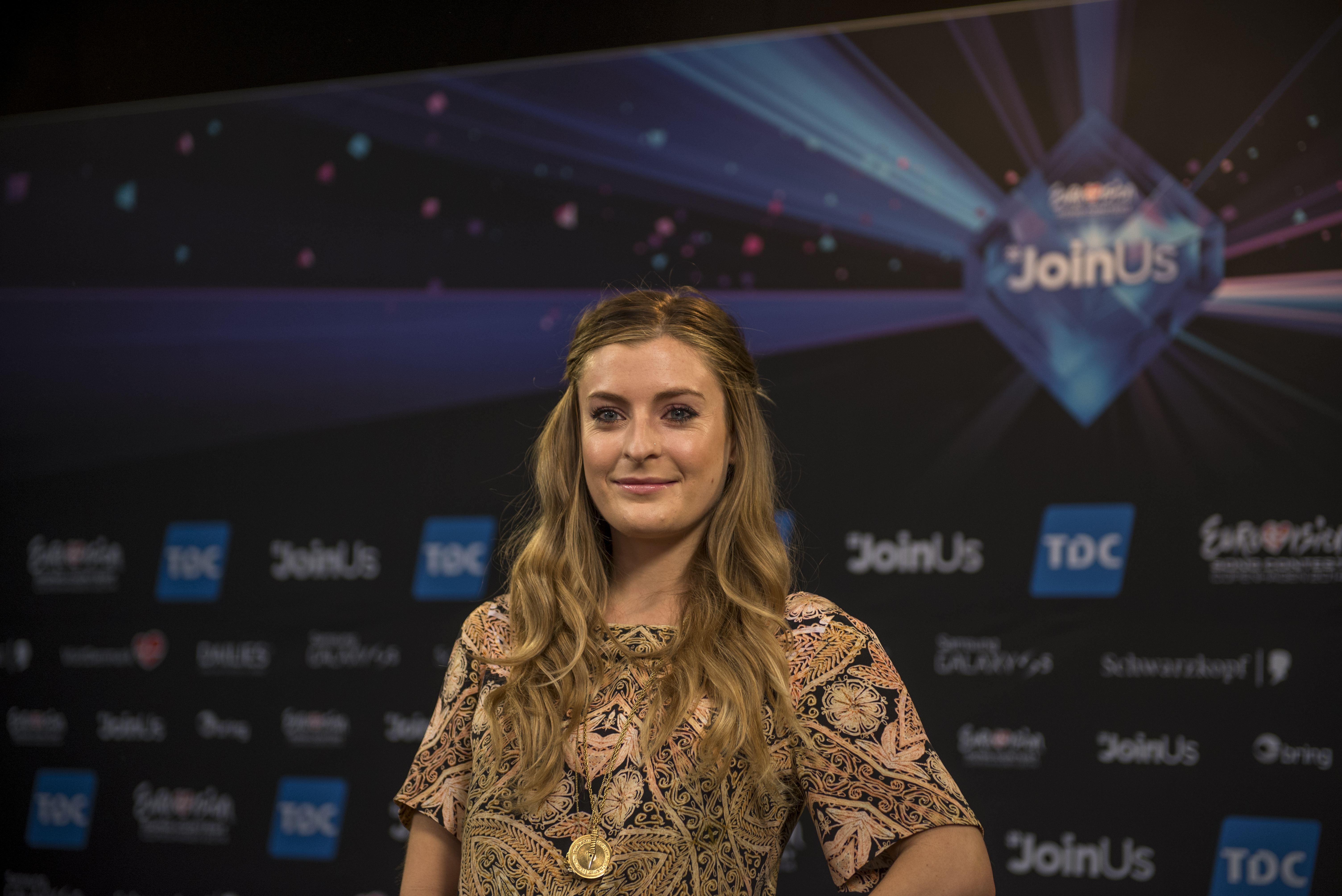
Molly eindigde namens het Verenigd Koninkrijk op de zeventiende plek in Kopenhagen

Het Verenigd Koninkrijk nam deel aan het Eurovisiesongfestival 2014 in Kopenhagen, Denemarken. Het was de 56ste deelname van het land op het Eurovisiesongfestival. De BBC was verantwoordelijk voor de Britse bijdrage voor de editie van 2014.

## Selectieprocedure
De Britse openbare omroep maakte op 1 oktober 2013 bekend te zullen deelnemen aan de komende editie van het Eurovisiesongfestival. Al vrij snel werd duidelijk dat de Britse openbare omroep er wederom voor opteerde de act intern te verkiezen. Begin maart maakte de BBC bekend dat het de Britse act voor Kopenhagen zou presenteren op 3 maart 2014. Uiteindelijk bleek dat Molly met het nummer Children of the Universe het Verenigd Koninkrijk zou gaan vertegenwoordigen op de negenenvijftigste editie van het Eurovisiesongfestival.

## In Kopenhagen
Als lid van de vijf grote Eurovisielanden mocht het Verenigd Koninkrijk rechtstreeks deelnemen aan de grote finale, op zaterdag 10 mei 2014. Wel stemde het land mee in de tweede halve finale, op donderdag 8 mei 2014. In de finale trad Molly als 26ste en laatste aan, net na Valentina Monetta uit San Marino. Aan het einde van de puntentelling stond het Verenigd Koninkrijk op de zeventiende plaats, met 40 punten.
1957 · 1958 · 1959 · 1960 · 1961 · 1962 · 1963 · 1964 · 1965 · 1966 · 1967 · 1968 · 1969 · 1970 · 1971 · 1972 · 1973 · 1974 · 1975 · 1976 · 1977 · 1978 · 1979 · 1980 · 1981 · 1982 · 1983 · 1984 · 1985 · 1986 · 1987 · 1988 · 1989 · 1990 · 1991 · 1992 · 1993 · 1994 · 1995 · 1996 · 1997 · 1998 · 1999 · 2000 · 2001 · 2002 · 2003 · 2004 · 2005 · 2006 · 2007 · 2008 · 2009 · 2010 · 2011 · 2012 · 2013 · 2014 · 2015 · 2016 · 2017 · 2018 · 2019 · 2020 · 2021 · 2022 · 2023 · 2024 · 2025
Albanië · Armenië · Azerbeidzjan · België · Denemarken · Duitsland · Estland · Finland · Frankrijk · Georgië · Griekenland · Hongarije · Ierland · IJsland · Israël · Italië · Letland · Litouwen · Macedonië · Malta · Moldavië · Montenegro · Nederland · Noorwegen · Oekraïne · Oostenrijk · Polen · Portugal · Roemenië · Rusland · San Marino · Slovenië · Spanje · Verenigd Koninkrijk · Wit-Rusland · Zweden · Zwitserland